# Idiodes oberthueri
Idiodes oberthueri is een vlinder uit de familie spanners (Geometridae). De wetenschappelijke naam van deze soort is voor het eerst geldig gepubliceerd in 1911 door Dognin.
De soort komt voor in tropisch Afrika.